# Evangelický hřbitov v Hrádku
Evangelický hřbitov v Hrádku se nachází v obci Hrádek na Frýdeckomístecku. Má rozlohu 1966 m² (bez pozemku s kostelíkem).
Hřbitov společně s hřbitovní kaplí byl posvěcen dne 1. června 1924. Majitelem hřbitova je Farní sbor SCEAV v Hrádku. 